# ベラルーシ沿岸警備隊船艇一覧
ベラルーシ沿岸警備隊船艇一覧は、ベラルーシ国境軍（沿岸警備隊）が過去保有した、または現在保有する、または将来保有する予定の、未完成・計画中止を含めた歴代船艇一覧である。
凡例

## 現有勢力（2007年現在）
- 国防予算：
- コーストガード：船艇8隻

## 船艇一覧

### 警備救難業務用船艇
巡視艇
- 旧・ソ『1204（シュメーリ）』型 - 3隻

※ 旧・『PSKR-389』

### その他
ランチ・艀
- 『Gepard』型 - 5隻 ※ ホバークラフト